# 警視庁強行犯係・樋口顕
『警視庁強行犯係・樋口顕』（けいしちょうきょうこうはんがかり・ひぐちあきら）は、今野敏による日本の警察小説のシリーズ。1996年から2000年にかけて3作が刊行されるが、4作目は3作目から14年ぶりとなる2014年の刊行となった。
これまでに何度かテレビドラマ化されており、鹿賀丈史、緒形直人、内藤剛志らが樋口顕役を演じている。

## シリーズ一覧
1. リオ
  - 単行本：1996年7月4日発売[1]、幻冬舎、ISBN 4877281150
  - 文庫本：1999年11月25日発売[2]、幻冬舎文庫、ISBN 487728799X
  - 文庫本：2007年7月1日発売[3]、新潮文庫、ISBN 978-4-10-132151-6
  - 文庫本【新装版】：2024年8月8日発売[4]、幻冬舎文庫、ISBN 978-4344434028
2. 朱夏
  - 単行本：1998年4月15日発売[5]、幻冬舎、ISBN 4877282270
  - 文庫本：2007年10月1日発売[6]、新潮文庫、ISBN 978-4-10-132152-3
3. ビート
  - 単行本：2000年10月31日発売[7]、幻冬舎、ISBN 434400034X
  - 文庫本：2005年3月28日発売[8]、幻冬舎文庫、ISBN 4344406222
  - 文庫本：2008年5月1日発売[9]、新潮文庫、ISBN 978-4-10-132154-7
  - 文庫本【新装版】：2024年9月5日発売[10]、幻冬舎文庫、ISBN 978-4344434103
4. 廉恥
  - 初出：『papyrus』2013年2月号 - 2014年2月号
  - 単行本：2014年4月24日発売[11]、幻冬舎、ISBN 978-4344025691
  - 文庫本：2016年8月5日発売[12]、幻冬舎文庫、ISBN 978-4344425101
5. 回帰
  - 初出：『日刊ゲンダイ』2016年5月10日号 - 11月4日号
  - 単行本：2017年2月22日発売[13]、幻冬舎、ISBN 978-4344030688
  - 文庫本：2019年8月26日発売[14]、幻冬舎文庫、ISBN 978-4344428720
6. 焦眉
  - 初出：『小説幻冬』VOL.28 - VOL.39
  - 単行本：2020年4月16日発売[15]、幻冬舎、ISBN 978-4344036017
  - 文庫本：2022年7月7日発売[16]、幻冬舎文庫、ISBN 978-4344432093
7. 無明
  - 初出：『小説幻冬』VOL.52 - VOL.63
  - 単行本：2022年3月16日発売[17]、幻冬舎、ISBN 978-4344039315
  - 文庫本：2024年10月10日発売[18]、幻冬舎文庫、ISBN 978-4344434189
8. 遠火
  - 初出：『小説幻冬』VOL.68 - VOL.79
  - 単行本：2023年8月23日発売[19]、幻冬舎、ISBN 978-4344041561

## 主な登場人物
樋口 顕（ひぐち あきら）
主人公。年齢40歳→45歳（『廉恥』）→46歳（『遠火』）。警視庁捜査一課強行犯第三係係長→警視庁刑事部捜査一課殺人犯捜査第三係樋口班（『焦眉』）。階級は警部補→警部（『ビート』）。捜査一課でのあだ名は「ヒグっちゃん」で、主な表記は「樋口」。「顕」の名で呼ばれることはまったくない。年齢よりも若々しく見え、キャリア（優等生）に近い雰囲気を持つ。見た目通り荒事は苦手。
過去に娘が反抗期だったことからトラウマになってしまい、話をすることを避けるようになってしまった。回が進むに連れて娘とは普通に話せるようになるが、今でも反抗期の娘を思い出してしまうので顔を合わせることに抵抗がある（頭では今の娘は違うと分かっている）。
常に他人の顔色を窺い波風立てないように生きてきたが、実際は「自分勝手にマイペースに生きる人間」に憧れている。周囲には「協調性がある」と見られているが、樋口に言わせれば「妥協しているだけ」とのこと。上司や部下から信頼されていることに気づいており、それに答えるために「やる気のある人間」を演じている。一方で、自分には評価されるほどの能力はないと考え、いつ馬脚を露すか内心では怯えており、そんな卑屈な自分を嫌っている。
しかし洞察力や推理力は高く、真実を追求することに掛けては妥協せず、時にはスタンドプレーも辞さない。『リオ』ではチームのほとんどを敵に回しながらも氏家と協力して事件を解決に導いた。また容疑者から「話を聞く」姿勢を自然と取っており、無理やり喋らせるのではなく相手から話をさせるというやり方で取り調べをする。
基本的に他人は信用しておらず、嫉妬深いところもある。しかし、『朱夏』では氏家のアドバイスに従い、様々な人間たちに素直に接することで信頼を得、事件を解決させた。
『リオ』ではあろうことか容疑者の女子高生リオに恋をしてしまい、戸惑いながらも捜査に参加する。内心ではリオを庇いたい樋口は所轄の刑事たちに異を唱え、ストレスを感じるようになる。しかし氏家と出会ったことで協力して真実へと辿り着いた。
『朱夏』では事件を解決して間もなく妻が失踪してしまい、どうしたらいいのかと思い悩む。他者を信用しておらず、特に妻の仕事仲間の男性に対しては当たりをキツくしてしまう。しかし氏家のアドバイスにより自分から心を開くことで周囲の人たちから信頼を得る。
『ビート』では樋口はサブキャラクターに据えられており、主な視点主はゲストの刑事となる。
『廉恥』では管理官候補ということで隠蔽捜査のように捜査本部に詰めることが多く、取り調べや事情聴取くらいでしか動くことはなくなった。またこの時は、ストーカー殺人が起こったことで警察が世間から叩かれる可能性に焦りを感じ、旧作よりも神経質な面が見られた。
『焦眉』の終盤では捜査員たちが落とせなかった被疑者を取り調べ、「動機を話したがっている」ことを見抜き、数々の証拠を突きつけると同時に動機を話してほしいと問い続けることで自供させた。
『無明』においては遠藤記者から所轄が「自殺」と断定した事件の再捜査を頼まれ、調べて行く内に「殺人」であることを見抜く。見過ごすことはできなくなった結果『リオ』の時と同じく上司（理事官）や所轄まで敵に回すことに。しかも樋口班は天童と共に別の事件を担当しているため、樋口の側には藤本由美しかいないという状況に陥る。更には所轄から苦情を受けた理事官に呼び出されて叱責され、続けて樋口を信頼していたはずの池田管理官にまで諫められてしまう。樋口は「周りに味方はいない」と思い込むようになってしまったが、秋葉衆議院からの励ましを受け、自分が信じる正しさを貫き、藤本、氏家、天童、秋葉らの励ましを受け事件の解決に奔走する。
『遠火』では女子高生の殺人・死体遺棄事件を調査している内に売春グループが絡んでいるかもしれないという報を聞く。樋口は被害者の女友達から話を聞くが、何者かによってその瞬間の写真を撮られ淫行刑事の汚名を着せられてしまう。
天童 隆一（てんどう りゅういち）
年齢47歳→51歳（『廉恥』）→52歳（『無明』）。警視庁捜査一課強行犯第一係係長→第二強行犯捜査の管理官（『廉恥』）。階級は警部補→警視（『廉恥』）。樋口の上司であり、彼が駆け出しの頃は二人でコンビを組んでいた。若い頃は世田谷署警ら課（今で言う地域課）に勤めており、後に公安を得て捜査一課へと移った。現在は直接捜査には当たらず、他の班の捜査の段取りをする立場にある。このポジションは、かつては「ショムタン」と呼ばれており、今でも天童はその名称を用いている。ただし『廉恥』以降は用いていない。
刑事というよりは学者に近い雰囲気を醸し出しており、性格も温和。樋口には強い信頼を置いており、内心では常に彼を励ましている。
『廉恥』では出世しており階級も上がっており、尚且つ、明らかに太り気味な体型になっている。また捜査本部が主な舞台になったことで出番が大幅に増えた。
『無明』では所轄が自殺と断定した事件を気に掛けており、遠藤の依頼で動いていた樋口に別動隊として調べてほしいと頼む。直後に天童は別の事件に掛かりきりになり、結果的に樋口を孤立させてしまうこととなった。終盤では理事官に呼び出された樋口に代わって矢面に立つ。
田端 守雄（たばた もりお）
捜査一課課長。天童と同じく樋口を信頼している。太い首に凄みのある笑みと、野性的な人物。若い頃は、猪突猛進に捜査に当たっていたという叩き上げ。外見に反して会議中に軽い冗談を言うなど明るい性格。
『廉恥』では捜査本部が主な舞台になったことで出番が大幅に増えた。樋口には管理官候補として期待している。
『隠蔽捜査』の第5弾や第7弾にゲスト出演しており、主人公・竜崎伸也の人柄を知って「噂通りの方だ」と称えた。このほか、『安積班シリーズ』の『烈日』や『炎天夢』、『萩尾警部補シリーズ』の『確証』、『同期』シリーズの『変幻』にも登場する。
『無明』では終盤に登場。樋口、藤本、天童らが、所轄が自殺と断定した事件の再捜査をしていたことを理事官から聞き、その扱いについて決断を下した。
池田 厚作（いけだ こうさく）
年齢50歳。警視庁捜査一課の理事官（一課長に次ぐ地位）→第一強行犯捜査管理官（『無明』）。階級は警部。天童と同じく樋口を信頼している。
『無明』では強行犯捜査第一係、第二係を統括する管理官（ショムタン）として登場。樋口が千住警察署の事案に首を突っ込んだことから「所轄を敵に回しかねない」と石田理事官の怒りを買い、石田から話を聞いたことで樋口を諫めようとして対立してしまう。このことで樋口には「あんな上司とは思わなかった」と失望されてしまった。
『安積班シリーズ』の『烈日』に収録されているエピソードにも管理官としてゲスト出演しているほか、『同期』シリーズの『欠落』にも登場。
氏家 譲（うじいえ ゆずる）
年齢38歳（『リオ』）→「40歳になる」（『ビート』）→43歳（『廉恥』）。萩窪署生活安全課→警視庁生活安全部少年事件課少年事件第三係（『廉恥』）→警視庁捜査二課選挙係係長（『焦眉』）。階級は巡査部長→警部（『焦眉』）。樋口とは『リオ』での一件からコンビを組んで親しくなり、『朱夏』においても相棒として最後まで協力した。『ビート』では管轄が違うこともあってあまり登場しなかったが、家庭内不和に悩む樋口にアドバイスを送っている。こうしたつき合いから樋口の妻子にも受けがいい。
大学時代は心理学を専攻していた。当人は「学生時代に学んだことなんて忘れてしまった」と述べているが、実際は教授から大学に残ってほしいと引き留められたほどの実力者。樋口が「動機がない」と断じた人物に対して「心の内に隠された動機」を見抜き、真犯人の割り出しにたびたび貢献している。
女にだらしない面を感じさせるが、ふしだらな若者たちに対して説教したり、彼らを生み出した大人たちに対しても静かな怒りを持つ。皮肉的な笑みを浮かべることが多い、これは世の中に対する不満を「自嘲」という形で表し抑えているに過ぎないという。一見するとやや粗野に見えるが、実際は周囲を気遣う気配りの利いた人物。樋口が信を置く数少ない「友人」である。
『廉恥』では電話越しの会話のみ登場。樋口とは細かく連絡を取っているので台詞は多い。樋口の娘・照美がある事件に巻き込まれたことを伝え、解決までサポートした。
『焦眉』では本人が再登場。捜査二課選挙係係長となり、警部になって研修も終え、樋口と久しぶりに酒を酌み交わした。その後、樋口たちに合流して殺人事件の捜査に協力する。
『無明』では選挙係係長になったのは修行のためだったことが判明し、近い内に少年事件第九係の係長になることが語られた。終盤では樋口たちから助っ人として呼ばれ、真犯人の尋問に当たり自供させた。また理事官の目を逃れて捜査を続ける樋口たちを匿ったりもした。
小椋 重之（おぐら しげゆき）
樋口班のベテラン刑事。年齢51歳（『焦眉』）。階級は警部補（係長補佐）。愛称は「オグさん」。
樋口より年上のため敬語を使われている。警察官は階級や役職より年齢を重視する傾向があり、樋口曰く「小椋が好き勝手にするようになったら諫められないだろう」と考えている。
藤本 由美（ふじもと ゆみ）
樋口班の紅一点。元々はドラマ版オリジナルキャラクターで、原作『焦眉』の終盤にゲスト出演した。
『無明』では別動隊として樋口とコンビを組み、高校生の入水自殺の調査に当たった。ドラマ版と同じく気の強い性格で、軽蔑した相手は年上でも上司でも呼び捨てにする。
菊池 和真（きくち かずま）
樋口班の若手刑事。元々はドラマ版オリジナルキャラクターで、原作『遠火』にて登場した。
中田 裕之（なかた ひろゆき）
樋口班の刑事。元々はドラマ版オリジナルキャラクターで、原作『遠火』にて登場した。
遠藤 貴子（えんどう たかこ）
女性新聞記者。元々はドラマ版オリジナルキャラクターで、原作『無明』にて登場した。樋口の人柄を見込み、高校生の入水自殺の真相を解明するように依頼する。
秋葉 康一（あきば こういち）
『焦眉』から登場。年齢45歳前後。自由が丘駅の側に個人事務所を構える衆議院議員。違反や隠し事を嫌い、常に公明正大を信条とする。「先生」と呼ばれることを嫌う。
30歳の時には区議会議員選挙に参加している。
『焦眉』では悪徳検事たちの策謀により「秋葉が秘書に殺人を命じた」という筋書きで逮捕されそうになる。秘書が検事たちに逮捕されたと聞いた時は怒鳴り込むつもりだったが、応対に出た樋口の人柄を信じ、検事たちの罠に掛かるまいと堪えることを選んだ。当初は樋口に対しても当たりが強かったが、「正しいことは正しいことで証明しなければならない」という樋口の信念を聞き、次第に心を開くようになる。
『無明』では広報担当のスタッフが1人抜けることから樋口の娘・照美を後釜に迎えたいと申し出る。また樋口が意気消沈していることを見抜き、あえて深くは効かず「味方は必ずいる」と伝え立ち直らせるのに一役買った。
樋口 恵子
樋口の妻。小柄でショートの黒髪。大学時代は英語に熱心で、英文科に通っていた。現在はそれを活かして下訳（翻訳家の資料作り）の仕事をしている。夫とは大学時代から付き合っており、結婚後17年経った今でも良き妻として樋口を支えてきた。
大学時代は男子学生たちから人気があったが、告白してきた樋口と恋仲となる。しかし、大学4年生の時にアメリカへ留学し疎遠となってしまう。半年後に帰国し、それを知った樋口から電話を受けたことで再び付き合いが始まった。常に感情を抑えている樋口がこうできたのは、「自分と恵子の絆は常に繋がっている」と考えていたことが大きい。
『朱夏』では何者かに誘拐されてしまい、わけもわからずパニックに陥る。それでも監禁生活の中で次第に落ち着きを取り戻し、夫が必ず助けに来てくれると信じ続けた。
樋口 照美
樋口家の一人娘。高校生→二十歳、大学三年生（『廉恥』）→新社会人（『焦眉』）。恵子が24歳の時に生まれたため、「母娘」というよりは「友人」のような気軽さで接している。逆に父親に対しては反抗期だった時期があり、それが樋口のトラウマになっている。
『廉恥』では大学三年生となり、部屋に引きこもってネットサーフィンばかりやっている。そのため父とはロクにコミュニケーションがとれていない。ある事件に巻き込まれてしまい、父として無実を証明しようとする樋口に対して当初は反抗的だった。
『無明』では報道関係の仕事に就こうとしたが、落ち続けたため仕方なくIT関係の仕事に就職した。しかし入社間もなく辞表を提出し、自分が本当にやりたい仕事に就くことを考えるようになる。『焦眉』での縁から秋葉に広報担当のスタッフとして迎え入れられた。

## テレビドラマ

### NHK版
NHK BS-2にて、1997年6月1日から6月29日まで、「日だまり刑事 容疑者リオの涙」のタイトルでテレビドラマ化（全4話）。主演は鹿賀丈史。同年12月に全2回に編集されたものが地上波で放送された。

#### キャスト（NHK版）
- 樋口顕 - 鹿賀丈史
- 氏家譲 - 川原和久
- 飯島里央 - 矢田亜希子
- 岩田史郎 - 村上寿[20]
- 柴俊夫、松原千明、菅原文太、野口五郎、鈴木ヤスシ、中野誠也、朝加真由美、平泉成、寺島進、石丸謙二郎、松下恵、イジリー岡田、穴繁加奈子、住若博之、森松條次、畑山東一郎、三原有人、荒井誠、岩田仁吉、山伏雅文、国本裕樹、させさちこ、池田武志、吉田祐健、鳥生麻友美、橋本淳、沖真之、奥野忍、中山みずほ、陣内みさと、岩松了、大島蓉子、大方斐紗子、長田里依、山本美穂子、安田博美、三浦みゆき

#### スタッフ（NHK版）
- 原作 - 今野敏『リオ』
- 脚本 - 坂田義和
- 音楽 - 千住明[21]
- プロデューサー - 近藤晋
- 演出 - 松原信吾

### テレビ東京版
「朱夏 警視庁脅迫事件」のタイトルで2003年に『朱夏』が、2004年に『リオ』がテレビドラマ化（内藤剛志主演）された。
2015年、11年ぶりに「警視庁強行犯 樋口顕」のタイトルで放送、内藤剛志と佐野史郎が同じ役で出演する。
2018年の『回帰』からタイトルを「警視庁強行犯係 樋口顕」に変更する。
2021年1月15日から2月19日まで、シリーズ初の連続ドラマ『警視庁強行犯係 樋口顕』（けいしちょうきょうこうはんがかり ひぐちあきら）がテレビ東京系「金曜8時のドラマ」枠で放送される。
2022年7月15日から9月2日まで、Season1の続編をSeason2として、前年1月期と同様「金曜8時のドラマ」枠にて放送。
2023年1月27日から3月10日まで、「金曜8時のドラマ」枠にて、同じ原作者の『機捜235』とのコラボレーションした『今野敏サスペンス 機捜235×強行犯係 樋口顕』が放送される（詳細は機捜235#テレビドラマを参照）。
同作は「犯人探し」「謎解き」以外にもう一つのテーマとして「親子」「夫婦」「家族」など身近なものを扱っている。
本項での「第○作」は単発ドラマ、「S」はSeasonを表す。
放送枠は「女と愛とミステリー」（第1作 - 第2作）、「水曜ミステリー9（第2期）」（第3作 - 第4作）、「水曜エンタ・水曜ミステリー9」（第5作）、「月曜プレミア8」（第8作 - 第15作）、「金曜8時のドラマ」（Season1・2）。
作品の時間軸は、第1作〜第9作 → Season1 → 第10作〜第12作 → Season2 → 第13作 → 第14作 → 第15作

#### キャスト（テレビ東京版）

##### 樋口班
樋口顕
演 - 内藤剛志
警視庁捜査一課強行犯第三係一班係長。警部補→警部。特技は剣道。
須崎
演 - 内田健介（第1作・第2作）
警視庁捜査一課強行犯係。
谷川茂樹
演 - 斉藤慶太（第4作）、古原靖久（第5作）
警視庁捜査一課強行犯係。巡査部長。
藤本由美
演 - 片山萌美（第6作 - ）
警視庁捜査一課強行犯第三係一班。巡査→巡査長。
菊池和馬
演 - 佐野岳（第7作 - ）
経歴：警視庁高輪北警察署
→ 警視庁捜査一課強行犯第三係一班（第7作 - ）
巡査。天童の甥。職場でもたまに「おじさん」と呼んでいる。
仮面ヒーローに憧れている（第14作）。
中田裕之
演 - 小松利昌（第7作 - ）
警視庁捜査一課強行犯第三係一班。巡査長→巡査部長。既婚者。
アイドルのファン（第14作）。

##### 警察関係者
氏家譲
演 - 佐野史郎（第1作 - 第11作 / S2 / 第13作 - ）
経歴：警視庁荻窪南警察署生活安全課（第1作 - 第2作）
→ 警視庁生活安全部少年事件課少年事件第三係（第3作 - S1第5話）
→ 警視庁捜査二課選挙係（S1最終話 - 第11作）
→ 警視庁捜査二課選挙係長（S2第1話）
→ 警視庁生活安全部少年事件課少年事件第三係長（S2第2話 - ）
警部補→警部（S1第5話 - ）。バツイチで独身。
天童隆一
演 - 寺田農（第1作・第2作）、榎木孝明（第3作 - ）
警視庁捜査一課第二強行犯捜査管理官。警視。菊池の叔父。樋口を「ヒグッちゃん」と呼んでいる。
20年前に離婚していて当時小学6年生だった息子の御子柴隆司は母親に引き取られた（S2第6話）。
田端守雄
演 - 水島涼太（第3作）、大河内浩（S1第1話・最終話 / 第11作）
警視庁捜査一課長。警視正。
吉崎衛
演 - 斉藤暁（第8作 - 第13作・第15作）
警視庁鑑識課。警部補。
松山レミ
演 - 玉井らん（S1第4話・第5話 / 第11作）
警視庁捜査一課 通信担当。
御子柴隆司
演 - 竹財輝之助（S2第2話 - 最終話）（中学生時：齋藤潤〈S2第6話〉）
監察医。恵心医科大学法医学教室の准教授。天童の息子であり、菊池とはいとこ同士であることが判明した（S2第6話）。
医師免許を取ったあとアメリカに渡り半年前に帰国した。

##### 樋口家
樋口恵子
演 - 風吹ジュン（第1作・第2作）、川上麻衣子（第3作 - ）
樋口の妻。夫と娘の三人で、第6作まで集合住宅、第7作から一軒家に住んでいる。
翻訳の下訳（第1作）、子ども食堂のボランティアなどをしている。
樋口照美
演 - 柳沢なな（第1作・第2作）、逢沢りな（第3作 - ）
樋口と恵子の娘。第1作と第2作は高校3年生。第3作から第6作は東都大学の学生。第5作は就職活動をしていて出版社の入社試験を受けたが、全て不採用だったため大学を留年した。第7作から社会人。Season1ではネットメディア「オリエンタルポスト」の記者をしている。

##### 遠藤家
遠藤貴子
演 - 矢田亜希子（第7作 - ）
東洋新聞社会部記者。5年前に夫を通り魔に殺されており、以来は娘と二人で暮らしている。夫を殺した犯人を追い続けており、夫の母親から娘のために社会部から別の部署に異動するよう言われても断り続けていた。また、犯人を捕まえられなかった警察に不信感と憎しみを抱いており、取材の過程で出会う樋口に皮肉を言ったこともあるが、場合によってスクープのために情報を提供したりと協力することもある。第9作で夫を殺した犯人と死の真相を知り、今までの憑き物も落ちたことで社会部から別の部署に異動することを決意するも、樋口と理解を示した夫の母親の言葉によりこれからも社会部記者として頑張っていくことを決めた。
遠藤ナオミ
演 - 寺田藍月（第7作）、太田結乃（第9作）
慎一と貴子の娘。
遠藤慎一
演 - 溝呂木賢（第9作）
故人。システムエンジニア。貴子の夫。5年前、通り魔から女性を助けようとして殺害されたが、第9作にて本当は通り魔に見せかけた殺人に偶然巻き込まれ、誤って殺されたことが判明した。
遠藤昭江
演 - 鷲尾真知子（第9作）
慎一の母。嫁が仕事にかまけて孫をカギっ子にしているのを快く思っておらず、孫を自分に引き取らせるか、もしくは社会部から別の部署に異動するかを嫁に迫っていた。第9作で息子の死の真相を知ったことに加えて嫁のコラムを目にして考えを改め、彼女にこれからも社会部記者として頑張るよう諭した。

##### その他
馬場尚雄
演 - 斎藤譲（第8作・第9作）
東洋新聞社会部デスク。
千葉功
演 - サンシャイン池崎（S1第1話・最終話 / S2第1話）
ネットメディア「オリエンタルポスト」の編集長。照美の上司。
店員
演 - 土屋翔（S1）
居酒屋「炉ばた 灯台」の店員。
浅井佳純
演 - あめくみちこ（S1第3話 / S2第6話 / 第13作・第14作）
子ども食堂のボランティア。恵子の友人。樋口と面識はあるが恵子の夫だということは知らない。
秋葉康一
演 - 吉田栄作（S1最終話 / S2最終話）
衆議院議員。元都議会議員。民生党 党首。
木村絵里
演 - 餅田コシヒカリ（駆け抜けて軽トラ）（第12作 / S2第2話）
たこ焼き屋「こんこん」店主。海斗の妻。
披露宴会場の下見に海斗とレストラン「カリヨンの鐘」を訪れる（第12作）。第12作とS2第2話の間に海斗と結婚する。
木村海斗
演 - 小野島徹（駆け抜けて軽トラ）（第12作 / S2第2話）
たこ焼き屋「こんこん」店主。絵里の夫。

##### ゲスト
第1作 - 第15作 / Season1 / Season2

###### 第1作 - 第15作（2003年 - 2024年）
第1作『朱夏』
- 木之本文雄（元乃木坂警察署 生活安全課長・半年前懲戒免職） - 遠藤憲一
- 安達弘（港南警察署地域課 警官） - 東根作寿英
- 吉田（警視） - 中根徹
- 石上（警視） - 遠山俊也
- 大森雅之（専門学校生・照美のストーカー） - 少路勇介
- 古谷（港南警察署北芝浦交番 巡査） - 重松収
- 桑原より子（誘拐目撃者） - 丘みどり
- 佐伯（鑑識課） - 右田昌万
- 武藤（東京都警察学校 教官） - 住若博之
- 木之本麗子（文雄の妻） - のむらゆみ
- 神波（射撃場職員） - 鈴木修平
- 塚原（記者） - 新穂なおこ
- 松井（記者） - 牧トオル
- 郷田（冒頭の強姦犯人） - 出口哲也
- 佐々木（冒頭の強姦犯人） - 山口阿生直
- 章（レストランで酒を飲んでいる高校生） - 筒井万央
- 田所順哉（警視総監） - 黒部進
- 刑事 - 浜田道彦
- SP - 佐藤太三夫
- 刑事 - 木川淳一
- SP - 恵有一
- SP - 黒部弘康
- 恩田民子（警視庁荻窪南警察署） - 阿知波悟美
- 城島直己（翻訳家） - 白竜
- 川条美和、茂木明伸、江口徳子、坂東美佳、小林久和、横山ひとし、三宅正信、門利眞吾、工藤貴史、小寺徹

第2作『リオ』
- 野島茜（クラブ「ナックル」オーナー・飯島の元妻） - 川上麻衣子
- 梅本玲治（高校教師） - 甲本雅裕
- 木村亮輔（刑事） - 大西武志
- 飯島里央（飯島と茜の娘・高校生・通称「リオ」） - 渡辺奈緒子
- 飯島洋一（代理店のプランナー） - 梨本謙次郎
- 飯島祐美（飯島の後妻） - 原久美子
- 高森（医師） - 半海一晃
- ヒロ（クラブ「ナックル」従業員） - 岡本光太郎
- 太田美鈴（ホステス） - 江口ナオ
- 吉田春彦（クラブ「ナックル」のDJハル） - 高橋和也
- 植村渉（警視庁荻窪南警察署 警部補） - 綿引勝彦

第3作『廉恥』
- 小泉蘭子（警察庁刑事指導官 警視） - 釈由美子
- 石田真奈美（美容師・麻里の友人） - 江口のりこ
- 楢崎公平（麻里に痴漢を働き裁判中・冤罪を訴える・元銀行員） - 宮川一朗太
- 南田麻里（キャバクラ「スィフト」ホステス・源氏名「アヤカ」） - 三津谷葉子
- 木田亮太（警視庁捜査一課強行犯係 巡査部長） - 河合龍之介
- 柳本行雄（通徳運輸 社員・麻里のストーカー） - 小林健
- 樫田臨（パチンコ屋の副店長・麻里のストーカー・前科2犯） - 湯江健幸
- 尾崎（警視庁大橋警察署強行犯係 刑事） - 少路勇介
- ユカリ（キャバクラ「スィフト」ホステス・麻里の同僚） - 岸明日香
- 斉藤（鉄道警察隊） - 南原健朗
- 楢崎朋子（楢崎の妻） - 田村友里
- 伊勢原（警視庁サイバー犯罪対策課） - 内田健介
- 安部（鑑識係長） - 高橋正臣
- スナックのママ - クノ真季子
- 柳本のアパートの大家 - 小柳友貴美
- 梶原（樫田をかくまっていた女） - 平塚千瑛
- 山口（警視庁大橋警察署強行犯係 刑事） - 岡部尚
- ホステス - 緒川凛
- 山口幸三（護送中の犯人） - 田中良一
- 吉村（警視庁捜査一課強行犯係 刑事） - 佐藤和明
- 高校生 - 柿原敏人
- マンガ喫茶店員 - 長谷川正尚
- 昭島忠雄（東京総合法律事務所 弁護士） - 伊藤正之
- 植村浩二（警視庁大橋警察署強行犯係 警部補） - 小木茂光

第4作『ビート』
- 島崎英次（島崎と好子の次男・ダンサー志望・通称「エージ」） - 浅香航大（少年期：菊地飛翔）
- タエ（ダンサー） - 西内ひろ
- 児島美智代（日和銀行総務課 元行員） - 矢吹春奈
- 富岡和夫（日和銀行運用計画課 課長代理） - 比留間由哲
- 山本尚史（警視庁東大崎警察署強行犯係 係長） - おかやまはじめ
- 和田（目撃者） - 重松収
- 大町（日和銀行 受付嬢） - 今野杏南
- 水谷（警視庁捜査二課 刑事） - 山中敦史
- 柔道師範 - 西本竜樹
- 警視庁東大崎警察署強行犯係 刑事 - 池田良
- リョウ（エージの友人） - 澤田怜央
- 鑑識 - 山本泰弘
- サトル（エージの友人） - 上野健
- 散歩の女性 - 石川ともみ
- 那覇マリンホテルのホテルマン - 金子伸哉
- 日和銀行 行員 - 西條裕美
- 不良 - 久保龍一
- 不良 - 宮島三郎
- 河本（警視庁捜査二課長・警部） - 佐藤洸
- 刑事 - 渡壁聡
- 営業マン - 大平健斗
- 刑事 - 早乙女猛雄
- DJ - DJ YASK
- 島崎好子（島崎の妻） - 宮田早苗
- 島崎丈太郎（島崎と好子の長男・大学3年生） - 小柳心（少年期：斉藤碧大）
- 安斉大吾（日和銀行運用計画課 課長） - 冨家規政
- 根岸民雄（日和銀行総務企画室 室長） - 斎藤歩
- 島崎洋平（警視庁捜査二課 警部） - 柄本明

第5作『烈火』
- 藤井麻奈（警視庁芝浦警察署刑事課 巡査部長） - 内山理名
- 赤塚玲司（派遣会社「クールキャスト」社長） - 梶原善
- 落合浩貴（派遣会社「クールキャスト」副社長） - 本宮泰風
- 佐伯保（警視庁芝浦警察署刑事課 警部補） - 福本伸一
- 福田潔（元派遣社員） - 六角慎司
- 永沢一朗（派遣会社「クールキャスト」営業部長） - やべきょうすけ
- 安達恭子（クラブ「リリアナ」ホステス・3年前に覚せい剤の密売に加担） - 松山メアリ
- 池田明（大学生・1年前練炭自殺） - 関口アナム（幼少期：山田日向）
- 赤塚真理子（赤塚の娘） - 早咲心結
- 刑事 - 菊池均也
- 刑事 - 奥野智也
- 永田理香（大学生） - 手塚真生
- 恭子の知り合い - 明日花キララ
- 坂上哲雄（小料理屋の見習い・偽名「池田裕作」） - 泉谷しげる
- 安達修平（バー「プラットホーム」オーナー・恭子の弟） - 福崎峻介
- クラブ「リリアナ」ママ - 片岡明日香
- 鈴木（スクラップ屋） - 飛坂光輝
- 劇中ニュースアナウンサー - 須黒清華
- 焼き鳥屋の客 - 田上ひろし
- ネットカフェ店長 - 寺門文人
- 刑事 - 早乙女猛雄
- 警察署副署長 - 関口秀実
- 記者 - 江川ちわ
- 記者 - 松元那実
- 大家 - 小林磐ノ丞
- 刑事 - 河西美季
- 松岡初子（小料理屋の女将） - 大島蓉子
- 井上真（警視庁警務部 監察官） - 井上高志
- 松岡大吉（小料理屋の店主） - 三遊亭円楽
- 池田裕作（明の父・偽名「坂上哲雄」） - 小野武彦

第6作『回帰』
- 因幡芳治（フリージャーナリスト・元警視庁生活安全課刑事） - 尾美としのり
- 小野寺佑（中古車販売「さいたまオート」アルバイト） - 夕輝壽太
- 市川敬太（自衛官・雄作の息子・1年前自殺） - 萬雅之
- 塩崎祐司（警視庁捜査一課強行犯係 警部） - 俵木藤汰
- 戸倉英二（警視庁捜査一課強行犯係 刑事） - 本田大輔
- 佐藤正義（警視庁公安部外事第三課 警部補） - 花田昇太朗
- 吉岡巧（照美のボーイフレンド） - 福山翔大
- 永山晴子（フレンチレストラン「Tour de Boulogne」店長） - 福田ゆみ
- 岩本（10年前の被疑者） - 榊原美鳳
- 坂本祐介（食品輸入会社「デリシャストレード」経営者・被害者） - 佐藤幾優
- 食品輸入会社「デリシャストレード」社員 - 今野杏南
- 食品輸入会社「デリシャストレード」社員 - 枝元萌
- 中島亨（無職・身代わり出頭者） - 花戸祐介
- 大村真太郎（中古車販売「さいたまオート」店主） - 浅野彰一
- リポーター - 山中秀樹
- 鑑識係 - 佐藤誓
- 捜査員 - 奥野智也
- 刑事 - 水沢駿
- 西澤（フレンチレストラン「Tour de Boulogne」シェフ） - 中野剛
- ワイン業者 - ウクレレえいじ
- 警視庁科学捜査研究所 研究員 - 赤松新
- 千葉（警視庁公安部外事第三課） - 飯野泰功
- 中古車販売「さいたまオート」従業員 - 室龍規
- 西山（麹町東警察署 署長） - 針原滋
- 柳瀬泰彦（警視庁公安部外事第三課 警部） - 宇梶剛士
- 田村（警視庁捜査一課強行犯係 刑事） - 藤原智之
- 記者 - 柳谷一成
- 記者 - 渥美麗
- 長澤議員の秘書 - 紺野ふくた
- 吉岡（巧の父） - 加藤忠可
- 長澤敦（衆議院議員・元防衛大臣） - 鶴田忍
- 佐久間理恵（市川雄作の妹） - 萩尾みどり
- 梅田正之（警視庁公安部外事第三課 管理官） - 嶋田久作
- 市川雄作（フレンチレストラン「Tour de Boulogne」シェフ） - 志賀廣太郎
- 牧田詠子（外務省国際情報統括官組織・イラン日本大使館職員） - 黒谷友香

第7作『聖域』
- 黒崎雅夫（黒崎総合法律事務所 代表・婿養子・祐基の実父） - 宅間孝行
- 関修志（警視庁練馬東警察署 巡査部長） - 大高洋夫
- 小林英昭（東洋新聞 カメラマン） - 内野謙太
- 丸山清（盗難事件の被害者） - 吉岡睦雄
- 原田達也（護送車から逃走した少年） - 葵揚
- 井沢祐基（井沢と叔江の息子） - 岩崎楓士
- 丸山昭子（丸山清の母） - 大川栄子
- 黒崎幸次郎（志桜里の父・黒崎総合法律事務所 元代表） - 伏見哲夫
- 赤塚富子（スーパー「A-PRICE」店員） - 大草理乙子
- 東洋新聞 社会部編集長 - 嶋尾康史
- 筒井康介（豊西病院 医師） - 蔵原健
- 刑事 - 清水拓蔵
- 刑事 - 平子悟
- アナウンサー - 森山るり
- 弁当屋 - 金子なな子
- 井沢叔江（井沢則之の妻・黒崎総合法律事務所 元事務員） - 中島亜梨沙
- 原田勝治（原田達也の祖父） - 不破万作
- 黒崎志桜里（黒崎雅夫の妻） - 高橋由美子
- 井沢則之（東日本精密機器産業機器事業部営業課 社員・無精子症） - 高橋和也

第8作『呪縛』
- 仲村秋生（家具職人・関東交通刑務所を仮出所） - 高橋光臣（中学生：井上源大）
- 仲村史恵（和之の妻・旧姓「高橋」） - 黒川芽以
- 川野弘至（中古車販売員・夏子の夫） - 伊藤正之
- 川野梨花（足立南高等学校 2年生・川野と夏子の娘） - 喜多乃愛
- 平沼惣助（家具職人・秋生の師匠） - 山田明郷
- 前原功（自称YouTuber・元モデル事務所の経営者・和之の中学時代の同級生） - 土屋佑壱
- 仲村和之（商社マン・秋生の兄） - 尾関伸次
- 馬淵（YouTuber・照美の恋人） - タマ伸也
- 西本昌子（居酒屋店員） - 山野海
- 永井孝（警視庁西池袋警察署刑事課 刑事） - 泉知束
- 久保栄二（西和商事 社員・前原の中学時代の同級生） - 森山栄治
- 村井（警視庁東赤羽警察署 刑事） - 藤原智之
- 仲村宏和（和之と秋生の父・美佐子の夫・4年前急死） - 中村シユン
- 捜査二課 刑事 - 竹田茂生
- コンビニ店員 - 高石賢治
- 川野夏子（ネイルサロン「Wings」代表） - 田中美奈子
- 仲村美佐子（和之と秋生の母） - かたせ梨乃

第9作『鬼火』
- 嶋崎紀子（結婚式場「ソレイユ・ウエディング天王洲店」社員・5年前の連続通り魔事件の被害者） - 中村静香
- 荒井英夫（ホームセンター「オーイ・ライフ」アルバイト） - 前原滉
- 津田和也（勝島建設営業部二課 社員・5年前死亡） - 鬼塚俊秀
- 石倉修吾（ホームセンター「オーイ・ライフ」アルバイト） - 永沼伊久也
- 長谷川伸（キッチンカーの店主） - ダンディ坂野
- 城山佐智（結婚式場「ソレイユ・ウエディング天王洲店」店長） - 赤間麻里子
- 神尾竜太（勝島建設営業部二課 社員・6年前入水自殺） - 村越亮太（9歳：加賀谷光輝）
- 柳瀬雅代（ホームセンター「オーイ・ライフ」アルバイト） - 小柳友貴美
- 5年前の紀子のコールセンター時代の同僚 - 中上サツキ
- 泉（パン屋） - 岡村多加江
- 徳永（勝島建設 社員） - 小倉聖矢
- 遺体安置室の管理官 - 鈴木隆仁
- 北田智也（介護老人福祉施設「秋和苑」スタッフ） - 野村たかし
- パン屋の店員 - 秋宮はるか
- 矢野（葛飾道路建設事務所 所員） - 西村誠治
- 5年前の連続通り魔 - 深寅芥
- 豊田（刑事） - 黒藤結軌
- 二宮桜（介護老人福祉施設「秋和苑」スタッフ） - 藤夕子
- 友人 - 永嶋玲
- 神尾美雪（竜太の母・東条の元妻） - 宮田早苗
- 東条洋次郎（警視庁品川中央警察署強行犯係 警部補） - 中原丈雄

第10作『疑念』
- 藍沢瑛子（BMC 代表） - 檀れい
- 吉田有希（BMC企画開発部 社員） - 黒川智花
- 藍沢悟志（BMC 副社長・瑛子の現夫・婿養子で旧姓「飯島」） - 竹財輝之助
- 宮本大輔（警視庁捜査二課 警部） - 神尾佑
- 山口典子（介護ヘルパー・節子の娘） - 西川可奈子
- 藍沢美羽（享平と瑛子の娘） - 凛美
- 宇佐美昇（丸和警備保障 警備員・元BMC 財務部長） - 小須田康人
- 岡村光（メーキャップ・アーティスト） - IKKO
- 森芳江（美容室カタクリ グループ代表） - 増子倭文江
- 児島時枝（ビジネスホテル清掃員） - 原扶貴子
- 一ノ瀬享平（瑛子の前夫・6年前自殺） - 西村雄正
- 貫井秀忠（大杉ケミカルズ 顧問） - 三波豊和
- 大杉進次郎（大杉ケミカルズ 代表） - 鳥居峰明
- 鈴木俊夫（不動産業者） - ノモガクジ
- 渡辺健太（タクト 工場長） - 菊池隆志
- 藍沢志保（瑛子の母） - 大方斐紗子
- 船津節子（ビジネスホテル清掃員・2年前病死） - 山口いづみ
- 竹下晋一（ビジネスホテル支配人） - 内藤聖羽
- 青木（BMC企画開発部 社員） - 青木みくり

第11作『憐情』
- 岩井美月（老人介護施設職員・誠司の母） - 石野真子
- 羽澄京子（技能実習生を支援する弁護士） - 松井愛莉
- 佐川蓮（監理団体ボイジャー 代表） - 金山一彦
- 小菅洋一（小菅金属 社長） - 黄川田雅哉
- 岩井誠司（強盗殺人犯・5年前自殺） - 中田圭祐
- 笠井亜弓（美容サロン経営者） - 凰稀かなめ
- 徐依然（老人介護施設技能実習生） - 竹内茉音
- 米田舞子（富津第一病院 看護師） - 美馬アンナ
- ルーク（小菅金属 技能実習生） - トミサット
- 永井清美（ホステス） - 七ツ森りり
- 山根智（「革財布の山藤」店員・誠司の高校時代の友達） - はるくん（北の打ち師達）
- 「革財布の山藤」店員 - ふぇると（北の打ち師達）
- 荒巻修（小菅金属 工場長） - 岸博之
- 大葉香津代（小菅金属 事務員） - 真下有紀
- 髙孫珉（富津第一病院 入院患者） - 高根沢光
- 桑原（居酒屋店長） - 中松俊哉
- 春山洋平（ピエロの格好をした麻薬の売人） - 福澤重文
- 土屋（富津南斎場 社員） - 木野本啓
- 徳永淳（労働基準監督署 監督官） - 津田寛治
- 三崎弥一（監理団体ホワイトバード 代表・5年前死亡） - 安藤清二

第12作『暁鐘』
- 戸川隆明（警視庁公安部外事一課 警部） - 宅麻伸
- 神谷伴宜（「氷川電機」常務） - 橋爪淳
- 神谷あかり（ウェディングプランナー・伴宜と幸江の娘） - 樋口日奈（当時乃木坂46）
- 高野元（関東工科大学 大学院生・あかりの婚約者） - 永田崇人
- 犬束亨平（南中央署 巡査・照美の恋人） - 中島広稀
- 牧田晋（暁星アカデミー 講師） - 柾木玲弥
- 林和義（「氷川電機」開発研究員） - 飛永翼（ラバーガール）
- 橋本浩之（関東工科大学 主任教授） - 藤田宗久
- 望月一郎（「氷川電機」開発研究員） - 榎木薗郁也
- 篠原匡（警視庁公安部外事一課） - 木原勝利
- 伊藤麻衣（高野の元婚約者） - 華村あすか
- 松村正樹（関東工科大学 大学院生） - 山形匠
- 長澤美也子（レストラン「カリヨンの鐘」オーナーシェフ・あかりの実母） - 黒沢あすか
- 神谷幸江（伴宜の妻） - 有森也実
- 広田裕次（公安） - 蔵原健

第13作『雛菊』
- 草間季衣（草間季衣法律事務所 弁護士） - 霧島れいか
- 太田ひろ子（介護施設「こまえ苑」職員） - 生駒里奈
- 山下淳史（山下装業 社長・ひろ子の元夫） - 武田航平
- 山下菜摘（淳史の妻で元愛人） - 瀬戸さおり
- 津島邦彦（季衣の先輩弁護士） - 金児憲史
- 筒井秀夫（ひろ子の隣人） - 篠山輝信
- 西野秋江（ひろ子の同僚） - オカリナ（おかずクラブ）
- 草間治子（季衣の母） - 大西多摩恵
- 山下修司（淳史の父・故人） - 志賀圭二郎
- 佐藤昇（静岡県警伊東中央警察署 八幡野南交番 巡査） - 近藤大介
- 吉岡稔（草間季衣法律事務所 事務員） - 柿本光太郎
- 熊谷礼二（パンジー運送狛江営業所 配達員） - 髙橋龍児
- 山下カイト（淳史と菜摘の息子） - 川田琥太郎（幼児期：鈴木杏虎）
- 老人 - 深作覚
- アナウンサー - 中原みなみ（テレビ東京）
- 高校生 - 清宮義騎

第14作『炎上』
- 梶山浩史（強盗事件の容疑者・元ラーメン店「麺工房かじやま」経営者） - 渡辺いっけい
- 岩崎可奈子（ネイリスト・アイドルグループ「ミラクルパラダイス」元メンバー） - 宇垣美里
- 三上健（強盗事件の容疑者） - 長田成哉
- 小沢芽衣（絞殺体で発見された被害者・「ミラクルパラダイス」元メンバー） - 冨手麻妙
- 小沢匡彦（芽衣の夫・美容整形クリニック経営） - 渋江譲二
- 森芳江（水野汐里の伯母） - 和泉ちぬ
- 山根久志（ファミレスの客） - 加藤満
- 飯塚晋（ファミレス「バニーズ」店長） - ゆってぃ
- 杉山真希（ファミレス「バニーズ」ウェイトレス） - 都丸紗也華
- 越川薫（ファミレスの客） - 小野島徹
- 北川千鶴（ファミレスの客） - 餅田コシヒカリ
- 木村弘樹（元ボッタクリバー店主） - 校條拳太朗
- 清水久恵（ファミレスの客） - 金沢雅美
- 長谷川聡（SIT隊員） - 杉山俊介
- 水野汐里〈19〉（8年前自殺した「ミラクルパラダイス」のメンバー） - 長南舞
- 基村泰造（梶山浩史宅の大家） - 大原康裕
- 梶山朱莉（梶山浩史の娘） - 竹野谷咲
- 沼田誠二（沼田電気工業 社長・エアコン修理業者） - 岩谷健司
- 水野幸子（水野汐里の母親） - 宮﨑優里
- 梶山の妻 - 安藤瞳
- 「ミラクルパラダイス」メンバー - 久保田莉々、上野恵理香、瀬戸みちる、大坪野乃花
- 湊和也（元「ラーメン店「麺工房かじやま」店員） - 松田剛哉
- 居酒屋店員 - 喜多陽亮

第15作『遠火』
- 伊藤勇人（元警察官僚の代議士） - 石黒賢
- 成島喜香（ポムのメンバー） - 森日菜美（幼少期：宇野澪華）
- 成島いずみ（喜香の母親・翠葉女子大学人間社会学部心理学科 教授） - 紫吹淳
- 梅沢加奈（ポムのメンバーの高校3年生） - 沢口愛華
- 梅沢玲子（スナックのママ・加奈の母親） - 片岡明日香
- 永山徹（警視庁警務部の首席監察官） - 田中美央
- 池沢和樹（ファイントス代表・元ベイポリ社員） - 河相我聞
- 岩城勉（ポム運営会社ベイポリ代表） - 山田太一
- 小田泰和（伊藤議員の秘書） - 渡辺邦斗
- 高松賢一（梅沢玲子の現在の彼氏・Webライター） - 尾崎右宗
- 今井久志（梅沢玲子の昔の彼氏） - 伊藤公一
- 秋元夏実（女子高生企画集団ポムのチーフマネージャー） - 篠田麻里子
- 居酒屋店員 - 宮坂千秋
- 石橋梨沙（ミルキーウェイプラネタリウム係員） - かなた千乃
- ポムメンバー - 南野百合、鈴木綺良々、上村歩未、三本采香、窪嶋蓮菜
- 社員（株式会社ベイポリ・総務担当） - 稲村星

###### Season1（2021年）
第1話『正義』
- 今井隆（ネットメディア「オリエンタルポスト」記者） - 塚本高史
- 磯山和麻（警視庁生活安全相談センター） - 前野朋哉
- 井川沙織（神待ちサイト利用者・3年前に窃盗の補導暦） - 天木じゅん
- 梅原健太（警視庁捜査一課 通信担当・巡査） - 染谷俊之
- 向井智（警視庁生活安全相談センター 課長） - 樋渡真司
- 岩倉拓郎（レンタカーを借りた引きこもり） - 平田雄也
- 三島典子（スナックのママ・三島絵里子の母） - 篠原あさみ
- 野上美和（野上美優の母） - 金谷真由美
- 小川明美（小川和樹の後妻） - 我妻三輪子
- 赤嶺圭太（警視庁亀戸南警察署生活安全課 巡査長） - 鶴町憲
- 警視庁東池袋警察署刑事課 刑事 - 和田圭市
- 松生一彦（オークショニア） - 三濃川陽介
- 沓掛詩織（今井の妹・3年前刺殺） - 深山奈優
- 埼玉県警 刑事 - 大宮将司
- 松生の同業者 - 渡邊りょう
- 松生の同業者 - 久保山知洋
- 沙織の援助交際の相手 - 仗桐安
- 若い女性 - 小西はる
- 強盗犯 - 永井裕久
- 強盗犯 - 若林司
- 強盗犯 - 守谷勇人
- 記者 - 西山聡
- 記者 - 野口雄介
- 高橋ゆり（ネットメディア「オリエンタルポスト」記者） - 原結里
- 受付嬢 - 日向みお
- 岩倉拓郎の母 - 藤倉みのり
- 沓掛詩織のストーカー - 谷手人
- 沓掛詩織の母 - 瀧マキ
- 小川和樹（10年前に前妻を殺害したDV男） - 堤下裕也
- 株の投資クラブの運営者 - 名越佳代

第2話『蹉跌』
- 村上颯太（学習塾「髙村教室」アルバイト講師） - 今井悠貴
- 笠井裕一（予備校「北青山ゼミナール」講師） - 忍成修吾
- 村上和夫（颯太の父・元文科省局長） - 小野了
- 杉山茂樹（学習塾「彗明塾」講師） - 若林久弥
- 青沼雄介（杉山の教え子） - 高崎翔太
- 西岡圭太（杉山の教え子） - 西野太盛
- 達郎の母 - 舟木幸
- 浅野剛（達郎の父） - 蒲生純一
- 浅野達郎（学習塾「高村教室」生徒） - 小林虎之介
- 村上翠（颯太の母） - 比佐廉
- 髙村周（学習塾「髙村教室」塾長） - 春風亭昇太
- 江畑和成（学習塾「彗明塾」塾長） - むかい誠一
- 高田晴子（学習塾「彗明塾」事務長） - かまくらあや
- 黒川悟（黒川ファイナンス 社長） - 光宣
- 有村みちる（学習塾「髙村教室」生徒） - 新関碧
- 中村功祐（裏口入学の300万を支払った父親） - 真砂豪
- 清水（警視庁南新宿警察署地域課） - 松元飛鳥
- 学習塾「彗明塾」講師 - 青木みくり
- 学習塾「彗明塾」講師 - 泉見優羽
- 学習塾「彗明塾」講師 - 三ノ輪健太郎
- 靴屋 - 白仁裕介
- 洋服屋 - 山中隆史
- 颯太に退学を迫った同級生 - 蔵田純

第3話『円卓』
- 林乃利子（子ども食堂 利用者） - 壇蜜
- 北川亮（カフェの雇われ店長） - 金子昇
- 飯田（パン屋） - 酒井敏也
- 柴田静江（子ども食堂 ボランティア） - 松井紀美江
- 水島尚子（関東女子刑務所 服役囚） - 沢井美優
- 松永隆文（子ども食堂 ボランティア） - 螢雪次朗
- 林晴斗（乃利子の長男） - 中野心綺
- 林海斗（乃利子の次男） - 黒川晏慈
- 林咲良（乃利子の長女） - 秋本月椛
- 千代子（子ども食堂 利用者） - 今本洋子
- 早苗（北川の不倫相手・区議会議員の妻） - 加茂美穂子
- 水島美羽（尚子の娘・3年前凍死） - 川崎愛葵
- 広原久美子（北川の不倫相手） - 松浦衣里

第4話『海風』
- 梶山征仁（神奈川県警 刑事） - 大友康平
- 岡田深雪（宏の妻） - 北原里英
- 長嶋杏子（レストラン「aimer la」店長） - 内田慈
- 平野伴宣（投資コンサルタント） - 山崎一
- 平野千津子（平野の妻） - ふせえり
- 岡田宏（ラーメン海風 店主） - 工藤宏二郎
- 玉川敏夫（平野事務所スタッフ） - 新貝文規
- 山代喜朗（レストラン「aimer la」オーナー） - 大村健二
- 斎藤（地元の学生） - 大川航

第5話『路標』
- 追川茜（清掃サービスのバイト・駆け出しの芸人） - 丸山礼（幼少期：三上さくら）
- 武藤佳弥子（清掃サービス従業員） - 青山倫子
- 沢木達行（高住商事 元総務課長） - 近江谷太朗
- 武藤弥真斗（佳弥子の息子） - 深田真弘
- 渡辺美和（清掃サービス従業員） - 重田千穂子
- 増田奈々（清掃サービスのバイト） - 江田友莉亜
- 北島隆司（高住商事 総務部長） - 筒井巧

最終話『焦眉』
- 灰谷卓也（東京地検特捜部 検事） - 小手伸也
- 亀田至（秋葉の秘書） - 中村靖日
- 相沢和史（四つ葉ファンド 社長） - 小松和重
- 岩井晶子（個人投資家） - 山下容莉枝
- 石野弥生（ドリームマテリアル物流 社員） - 岡本玲
- 柴原久雄（警視庁捜査二課長・警視正） - 窪塚俊介
- 荒木道男（東京地検特捜部 検事） - 久保田悠来
- 蓮美恭子（四つ葉ファンド 社員） - 久松郁実
- 杉野健輔（晶子の同棲相手） - 相田周二（三四郎）
- 川野拓朗（川野プリント 社長・秋葉の元後援会会長） - 川井つと
- 深沢達夫（カフェ「DANTE」店主） - 市山貴章
- 沖田（弁護士） - 小久保丈二
- 丹羽五月（優太の母） - 服部妙子
- 森谷（クルーザーの所有者・灰谷の大学の同級生） - 河津浩滉
- 丹羽優太（相沢の後輩・故人） - 山田貴斗
- 滝沢幸恵（スナック「Tree」ママ） - いしのようこ
- 蓮極（カフェ「DANTE」店員） - ReN
- 富樫彰（四つ葉ファンド 専務） - 飯田基祐
- 長部雄大（フリーライター） - 木下ほうか

###### Season2（2022年）
第1話『贖罪』
- 三上徹（洋食店「キッチンミカミ」二代目店主・昭彦の養子） - 塩野瑛久（小学生：木曽源）
- 木崎美保（木崎洋輔の妻・化粧品会社エステシア社長） - 河北麻友子（幼少期：小林茉里菜）
- 三上真理（徹の姉・昭彦の実の娘） - 金澤美穂（幼少期：笹川椛音）
- 堀口燈子（木崎の秘書） - 冨樫真
- 桜井瞬一（フリージャーナリスト） - 西興一朗
- 三上昭彦（洋食店「キッチンミカミ」初代店主・3年前病死） - 朝倉伸二
- 安西元（木崎の第二秘書） - 宇井晴雄
- 吉本早紀（桜井の恋人・銀座ホステス） - 大滝樹
- 松倉真治（20年前の強盗犯・徹の実父） - 渡部遼介
- 宮前英里香（宮前大樹の娘） - 仲村瑠璃亜
- 片倉（警視庁捜査二課 刑事） - 阿邊龍之介
- 富樫仁（20年前に仲間割れで殺されたとされる強盗犯） - 河野マサユキ
- 松倉親子の昔の隣人 - 山本紀彦
- 石井陽一（月刊「大人の旅倶楽部」編集長） - 佐渡山順久
- 看護師 - 松本享子
- 木崎洋輔（誠和党衆議院議員・次期党首候補） - 大浦龍宇一
- 宮前大樹（元敏腕刑事） - 大地康雄
- 新渡戸悠一（朝空新聞 記者・桜井の大学の後輩） - 山沖純
- 記者 - 杉山俊介
- 阿藤秀雄（20年前の強盗被害者・阿藤鉄工 社長） - 大木良介
- 阿藤恵（20年前の強盗被害者） - 村井美和
- 警備員 - 渡邊修一
- 警視庁捜査二課 刑事 - 柊木千愛
- 宮前の孫 - 三好なこ

第2話『両輪』
- 辰見友恵（警視庁鑑識課・警部補） - 遼河はるひ
- 生駒花蓮（DIYクリエイター・NPO法人『空き店舗再活用ハッピープロジェクト』代表） - 篠田麻里子
- 林康菜（NPO法人『空き店舗再活用ハッピープロジェクト』事務局長） - 小林涼子
- 仲野太郎（激辛ラーメン屋店主） - 森下能幸
- 尾田茂雄（下町人情キラキラ橘商店街 会長） - 市川しんぺー
- 村西慎吾（村西慎吾司法書士事務所 代表・花蓮の元恋人） - 古澤蓮
- 康菜が住んでいたマンションの管理人 - 渡部雄作
- 高橋（ヤマトクリーニング 店員） - 資延侑子

第3話『落穴』
- 仁和紗子（仁和宏之の妻・旧姓「林」） - 小野ゆり子
- 林富江（紗子の母） - 竹原芳子
- 仁和宏之（仁和運送 二代目社長） - テット・ワダ
- 前原健司（東洋新聞 社会部キャップ） - 萬雅之
- 生島智明（司法修習生・匡彦の息子） - 池田航
- 福美（仁和家近所の主婦） - 伊藤修子
- 朋子（仁和家近所の主婦） - 福寿奈央
- 茜（仁和家近所の主婦） - 羽鳥名美子
- 村上三千子（村上敦の母） - 小野沢智子
- 中村昌宗（仁和運送 運行管理者） - 池田たかひろ
- 山下昇二（仁和運送 社員） - 川並淳一
- 村上敦（7年前紗子から性暴力で訴えられた教諭・獄中で病死） - 松田周
- 生島匡彦（生島法律事務所 弁護士） - 渡辺徹
- リポーター - 友咲まどか
- タクシー運転手 - 山本啓之

第4話『再会』
- 坂下龍之介（テレビ関東「ワイドTIME！」アシスタントディレクター） - 加藤諒
- 藤沢芽衣（キッズスペース「マリーゴールド」保育士） - 島崎遥香
- 真北優子（キャバクラ「VALKYRIE」で働くシングルマザー） - 小島梨里杏
- 白河篤（水無月パートナーズ 社員） - 横山涼
- 水無月秀明（水無月パートナーズ 社長） - 綱島郷太郎
- 渡会美久（白河の婚約者） - 上西星来
- 馬掘多江（大地の母） - ひがし由貴
- 真北遥斗（優子の息子） - 田中瑛央
- 松川亮太（テレビ関東「ワイドTIME！」担当ディレクター） - 鈴木理学
- 馬掘大地（坂下と藤沢の同窓生・8年前の高校時代にいじめで自殺） - 澁谷凜音

第5話『和睦』
- 塔場和彦（ライフ工務店八王子支店 経理部長） - 正名僕蔵
- 坪井奈々（ライフ工務店八王子支店 事務員） - 森迫永依
- 横田慶介（ライフ工務店八王子支店 社員） - 入江甚儀
- 瀬川耕作（ライフ工務店八王子支店 支店長） - 肥後克広（ダチョウ倶楽部）
- 五十嵐富美子（誠の妻・真由の母） - 津田真澄
- ホームレス - ふたむら幸則
- 安部拓也（美容院勤務・横田が30万円貸していた友人） - 榊原美鳳
- 五十嵐真由（横田が5年前に起こした人身事故の被害者） - 高橋七海
- 五十嵐誠（定食いがらし 店主・真由の父） - 林家正蔵
- 菊池（靴店ヒノマルヤ 店主） - 小杉幸彦

第6話『命名』
- 秋本波花（合唱団「けやきコーラスの会」団員・スーパーひらい 移動販売員・実は覆面歌手「DADA」） - 咲妃みゆ（幼少時：青木結咲 / 小学生時：小川向日葵）
- 平井梢（コーラス団員・スーパーひらい 経営者の妻で従業員） - 小林きな子
- 緑川流星（CMプランナー） - 田中幸太朗
- 小倉学（コーラス団 指揮者） - 村上新悟
- 徳永瞳（コーラス団員） - ハマカワフミエ
- 平井信人（スーパーひらい 経営者・梢の夫） - 芝崎昇
- 秋本翼（波花の息子） - 小山蒼海
- 三島芳子（元輪島の海女で民宿経営者・実は波花の母） - 藤吉久美子
- 波花の夫（8年前交通事故で死亡） - 斉藤光洋

第7話『裏町』
- 泉加代子（いずみ荘 大家） - 丘みつ子
- 松浦美咲（いずみ荘 住人・雅夫と久美子の一人娘・小学生） - 毎田暖乃
- 船田杏子（修二の妻・旧姓「山岡」） - 原史奈
- 船田喜一郎（老舗和菓子屋「ふなだや」社長） - 勝部演之
- 船田修二（老舗和菓子屋「ふなだや」副社長・喜一郎の次男） - 長尾卓磨
- 鳥越和義（老舗和菓子屋「ふなだや」専務） - 今井朋彦
- 河本稔（第二いずみ荘 住人・塗装工） - 谷田部俊（我が家）
- 加藤（制服警官） - 中村優希
- 松浦久美子（いずみ荘 住人・保険外交員・船田雅夫の妻） - 山田真歩
- 木村（鳥越の秘書） - 朱華
- 船田雅夫（喜一郎の長男・12年前事故死） - 上原拓朗

最終話『無明』
- 新庄道彦（警視庁千住北警察署刑事課強行犯係 主任・警部補） - 金田明夫
- 石田弘（警視庁捜査一課 理事官・警視） - 徳重聡
- 桐原雄一（警視庁千住北警察署刑事課強行犯係 係長・警部補） - おかやまはじめ
- 笹岡陽一（千住高等学校野球部監督） - おばたのお兄さん
- 山崎至（警視庁千住北警察署刑事課鑑識係・警部補） - 村杉蝉之介
- 原田勇人（井田友彦の中学時代の友人） - 福松凜
- 井田友彦（千住高等学校野球部員・1週間前死亡） - 菊池銀河
- 川内優（川内緑化 職人・井田友彦の先輩） - 市川理矩
- 本木新（川内緑化 職人・井田友彦の先輩） - 中山翔貴
- 緒方舞子（千住高等学校野球部マネージャー） - 福永彩乃
- 井田善和（友彦の父） - 水野智則
- 井田真知子（友彦の母・善和の妻） - 大林佳奈子
- 川内功（川内緑化 社長・川内優の父） - 濱田和幸
- 八神（千住バッティングセンター係員） - 須賀京介
- 水島夏希（原田勇人の彼女） - 渡邊璃音
- 井川（警視庁千住北警察署刑事課鑑識係） - イワタキユウヤ
- 高木（警視庁千住北警察署刑事課強行犯係 刑事） - 別紙慶一
- 土井泰子（警視庁千住北警察署刑事課強行犯係 刑事） - 二宮芽生
- 建哉（川内緑化 職人） - ひがしゆうき
- 千住高等学校先輩野球部員 - 小林大斗、山下蓮エリック、土屋翔

#### スタッフ（テレビ東京版）

##### 第1作 - 第15作（テレビ東京版）
- 原作 - 今野敏
- 脚本 - 吉川次郎（第1・2作）、窪田信介（第3・4作）、大石哲也（第5・6・11・15作）、坂上かつえ（第7・8・10・12 - 15作）、真部千晶（第9作）
- 監督 - 松原信吾（第1 - 5作）、児玉宜久（第6 - 9・11・14・15作）、金佑彦（第10・12・13作）
- テーマ音楽 - 近藤等則（第3作 - ）
- 音楽 - 福廣秀一朗（第10 - 15作）
- 主題歌
  - ReN「Running Forward」（第10作 - 第12作）
  - ReN「Decision」（第13作 - ）
- 撮影 - 長沼六男（第1・2作）、羽方義昌、川口滋久（第3作 - ）
- 音声 - 畑幸太郎（第3作 - ）
- 照明 - 吉角荘介（第1・2作）、森谷清彦
- VE - 古市修文（第1・2作）、福田久二（第1・2作）、三坂裕之（第3作 - ）、石川友一（第3作 - ）
- CG - マリンポスト（第3作 - ）川村翔太・川村珠帆 (第8作 - )
- 技術協力 - 東通（第1作）、テクノマックス（第2作）、アップサイド（第3作 - ）
- 美術協力 - 京映アーツ（第3作 - ）
- チーフプロデューサー - 小川治（テレビ東京、第2作）、橋本かおり（テレビ東京、第1 - 4作）[注 12]、中川順平（テレビ東京、第5・8・9・13 - 15作）、濱谷晃一（テレビ東京、第10作 - 第12作）
- プロデューサー - 佐々木彰（テレビ東京、第1・2作）[注 13]、倉貫健二郎（第1・2作）、加藤章一（第2作）、斉藤守恒（第1・2作）、山鹿達也（テレビ東京、第3作 - ）、元信克則（第3作 - ）、岡本慶章（第6・8 - ）
- 制作協力 - 松原プロダクション（第2作）
- 製作 - テレビ東京、BSジャパン（#1 - 5）→BSテレビ東京（#6 - ）、ドリマックス・テレビジョン（第1作）、ユニオン映画（第3作 - ）

##### 連続ドラマ（テレビ東京版）
- 原作 - 今野敏『警視庁強行犯係 樋口顕』
- 脚本 - 大石哲也、坂上かつえ、真部千晶
- 監督 - 児玉宜久、金佑彦、植田尚
- 音楽 - 福廣秀一朗
- 主題歌
  - S1 - MOTOR HOTEL「Exotic Tokyo」、ReN「Running Forward」
  - S2 - ReN「Decision」
- 警察監修 - 石坂隆昌
- 技斗 - 深作覚
- 技術協力 - ビデオフォーカス、フジ・メディア・テクノロジー
- 美術協力 - 京映アーツ
- タイトルバック制作 - 川村珠帆
- チーフ・プロデューサー - 濱谷晃一（テレビ東京）
- プロデューサー - 山鹿達也（テレビ東京）、田中智子（テレビ東京 / S1）、元信克則（ユニオン映画）、岡本慶章（ユニオン映画）
- 制作 - テレビ東京、ユニオン映画

#### 放送日程

##### 第1作 - 第15作
| #  | 放送日         | サブタイトル | 原作                            | 脚本                | 監督     |
| -- | -------------- | --- | ------------------------------- | ------------------- | -------- |
| 1  | 2003年08月20日 | 朱夏 警視庁脅迫事件 妻が消えた日 不倫か？誘拐か？ 家族を狙う不気味な影と警視総監暗殺予告！                        | 「朱夏」                        | 吉川次郎            | 松原信吾 |
| 2  | 2004年09月12日 | 警視庁・樋口警部補2 リオ 水曜日の殺人者 都会の闇に消えた黒いコートの女！ 母と娘の捨てられた10年が招いた悲劇の裏側 | 「リオ」                        | 吉川次郎            | 松原信吾 |
| 3  | 2015年02月25日 | 廉恥 警視庁強行犯 樋口顕 完全犯罪のストーカー殺人！ 現場一徹主義の親父刑事が暴く！                                | 「廉恥 警視庁強行犯係・樋口顕」 | 窪田信介            | 松原信吾 |
| 4  | 2015年08月26日 | ビート 警視庁強行犯 樋口顕 組織と家族の間で揺れる刑事たち                                                         | 「ビート」                      | 窪田信介            | 松原信吾 |
| 5  | 2016年12月21日 | 烈火 警視庁強行犯 樋口顕                                                                                          | ドラマ版オリジナル              | 大石哲也            | 松原信吾 |
| 6  | 2018年12月14日 | 回帰 警視庁強行犯係・樋口顕                                                                                       | 「回帰 警視庁強行犯係・樋口顕」 | 大石哲也            | 児玉宜久 |
| 7  | 2019年09月02日 | 聖域 警視庁強行犯係・樋口顕                                                                                       | ドラマ版オリジナル              | 坂上かつえ          | 児玉宜久 |
| 8  | 2020年10月19日 | 呪縛 警視庁強行犯係・樋口顕                                                                                       | ドラマ版オリジナル              | 坂上かつえ          | 児玉宜久 |
| 9  | 2020年12月14日 | 鬼火 警視庁強行犯係・樋口顕                                                                                       | ドラマ版オリジナル              | 真部千晶            | 児玉宜久 |
| 10 | 2021年10月11日 | 疑念 警視庁強行犯係 樋口顕                                                                                        | ドラマ版オリジナル              | 坂上かつえ          | 金佑彦   |
| 11 | 2022年02月07日 | 憐情 警視庁強行犯係 樋口顕                                                                                        | ドラマ版オリジナル              | 大石哲也            | 児玉宜久 |
| 12 | 2022年04月04日 | 暁鐘 警視庁強行犯係 樋口顕                                                                                        | ドラマ版オリジナル              | 坂上かつえ          | 金佑彦   |
| 13 | 2023年06月26日 | 雛菊 警視庁強行犯係 樋口顕                                                                                        | ドラマ版オリジナル              | 坂上かつえ          | 金佑彦   |
| 14 | 2024年04月01日 | 炎上 警視庁強行犯係 樋口顕                                                                                        | ドラマ版オリジナル              | 坂上かつえ          | 児玉宜久 |
| 15 | 2024年11月25日 | 遠火 警視庁強行犯係 樋口顕                                                                                        | 「遠火 警視庁強行犯係・樋口顕」 | 大石哲也 坂上かつえ | 児玉宜久 |

##### Season1
- 2021年1月15日 - 2月19日、全6話。
- Episode1、6（最終話）は20時から21時48分の54分拡大SP（1話は88分、最終話は87分）。再放送時には前編・後編の2回に分けて放送されることもある[255]。

| 各話                                                                         | 放送日        | サブタイトル | 原作               | 脚本       | 監督     |
| ---------------------------------------------------------------------------- | ------------- | ------------ | ------------------ | ---------- | -------- |
| Episode1                                                                     | 2021年1月15日 | 正義         | ドラマ版オリジナル | 大石哲也   | 児玉宜久 |
| Episode2                                                                     | 1月22日       | 蹉跌         | ドラマ版オリジナル | 大石哲也   | 金佑彦   |
| Episode3                                                                     | 1月29日       | 円卓         | ドラマ版オリジナル | 坂上かつえ | 金佑彦   |
| Episode4                                                                     | 2月05日       | 海風         | ドラマ版オリジナル | 坂上かつえ | 川口浩史 |
| Episode5                                                                     | 2月12日       | 路標         | ドラマ版オリジナル | 真部千晶   | 川口浩史 |
| Episode6                                                                     | 2月19日       | 焦眉         | 「焦眉」           | 大石哲也   | 児玉宜久 |
| 平均視聴率 8.9% （視聴率はビデオリサーチ調べ、関東地区・世帯・リアルタイム） |               |              |                    |            |          |

##### Season2
- 2022年7月15日 - 9月2日、全8話。
- Episode1は20時から21時48分の54分拡大SP。

| 各話     | 放送日        | サブタイトル | 原作               | 脚本       | 監督     |
| -------- | ------------- | ------------ | ------------------ | ---------- | -------- |
| Episode1 | 2022年7月15日 | 贖罪         | ドラマ版オリジナル | 谷口純一郎 | 児玉宜久 |
| Episode2 | 7月22日       | 両輪         | ドラマ版オリジナル | 真部千晶   | 金祐彦   |
| Episode3 | 7月29日       | 落穴         | ドラマ版オリジナル | 坂上かつえ | 川口浩史 |
| Episode4 | 8月05日       | 再会         | ドラマ版オリジナル | 佐藤友治   | 金祐彦   |
| Episode5 | 8月12日       | 和睦         | ドラマ版オリジナル | 川﨑龍太   | 植田尚   |
| Episode6 | 8月19日       | 命名         | ドラマ版オリジナル | 真部千晶   | 植田尚   |
| Episode7 | 8月26日       | 裏町         | ドラマ版オリジナル | 坂上かつえ | 児玉宜久 |
| Episode8 | 9月02日       | 無明         | 「無明」           | 大石哲也   | 児玉宜久 |

| テレビ東京系 金曜8時のドラマ                                                                                 | テレビ東京系 金曜8時のドラマ                                           | テレビ東京系 金曜8時のドラマ                                                              |
| 前番組 | 番組名                                                                 | 次番組                                                                                    |
| --- | ---------------------------------------------------------------------- | ----------------------------------------------------------------------------------------- |
| 記憶捜査2〜新宿東署事件ファイル〜 （2020年10月23日 - 12月4日）                                               | 警視庁強行犯係 樋口顕 （Season1） （2021年1月15日 - 2月19日）          | 警視庁ゼロ係〜生活安全課なんでも相談室〜 SEASON5 （2021年4月30日 - 7月2日）               |
| 嫌われ監察官 音無一六 （2022年5月6日 - 6月17日）                                                             | 警視庁強行犯係 樋口顕 （Season2） （2022年7月15日 - 9月2日）           | 記憶捜査3〜新宿東署事件ファイル〜 （2022年11月4日 - 12月16日）                            |
| テレビ東京・テレビ北海道・テレビ愛知・テレビせとうち ドラマ傑作選（月曜 - 水曜・ローカルセールス枠の帯番組） |                                                                        |                                                                                           |
| 枠設定前のため、なし                                                                                         | 警視庁強行犯係 樋口顕 （Season1） （再放送・2021年10月4日 - 10月19日） | 警視庁ゼロ係〜生活安全課なんでも相談室〜 SEASON5 （再放送・2021年10月20日 - 11月10日）    |
| テレビ東京・テレビ北海道・テレビ愛知・テレビせとうち ドラマ傑作選（月曜 - 木曜・ローカルセールス枠の帯番組） |                                                                        |                                                                                           |
| 警視庁ゼロ係〜生活安全課なんでも相談室〜 FIRST SEASON （再放送・2022年6月14日 - 6月27日）                    | 警視庁強行犯係 樋口顕 （Season1） （再放送・2022年6月28日 - 7月11日）  | 警視庁ゼロ係〜生活安全課なんでも相談室〜 THIRD SEASON （再放送・2022年7月12日 - 7月25日） |

### WOWOW版
2011年2月13日、『ビート』がWOWOW「ドラマW」で放送された。監督・主演は奥田瑛二。

#### キャスト（WOWOW版）
- 島崎洋平（警視庁捜査二課主任 警部補） - 奥田瑛二
- 樋口顕（警視庁捜査一課主任 警部補） - 緒形直人
- 島崎丈太郎（島崎の長男） - 奥村知史
- 島崎真次（島崎の次男） - 高良健吾
- 島崎好子（島崎の妻） - 宮崎美子
- 富岡和夫（日和銀行財務企画部融資審査課課長代理） - ウダタカキ
- 根岸民雄（日和銀行財務企画部融資審査課課長） - 平田満
- タエ - 水野絵梨奈[257]
- 天童隆一（警視庁捜査一課 警部） - 塩見三省
- 児島美智代（日和銀行財務企画部融資審査課） - 佐藤めぐみ
- 横山（警視庁捜査二課 管理官） - 諏訪太朗
- 三浦（警視庁捜査二課 係長） - 鈴木省吾
- 監察医 - 近江谷太朗[258]
- 田端守雄 - 木村栄[259]
- 山本 - 比留間由哲[260]
- 副頭取 - 国枝量平[261]
- 悟 - 鈴木龍之介[262]
- 蛭子能収、佐藤正宏、伊藤ふみお、平沼紀久、市村直樹、山川遼、平野貴大、草野速仁、桜井聖、早川純一、児玉頼信、小沢日出晴、吉永淳、小林夏子、飯塚大夢、長谷川ゆう、萬浪大輔、荻野裕介、TOHMA、村山謙太、兼平吏玖、田尾きよみ、辻本知彦、後藤康夫、英賀郁代、黒川ゆみ、橋本真子、治田みずき、桧垣時子、平岡亜紀、福西沙羅、松島志歩、村松茉里那、柄沢晃弘

#### スタッフ（WOWOW版）
- 脚本 - 高橋泉
- 脚本協力 - 白石和彌
- 監督 - 奥田瑛二